# Motion design

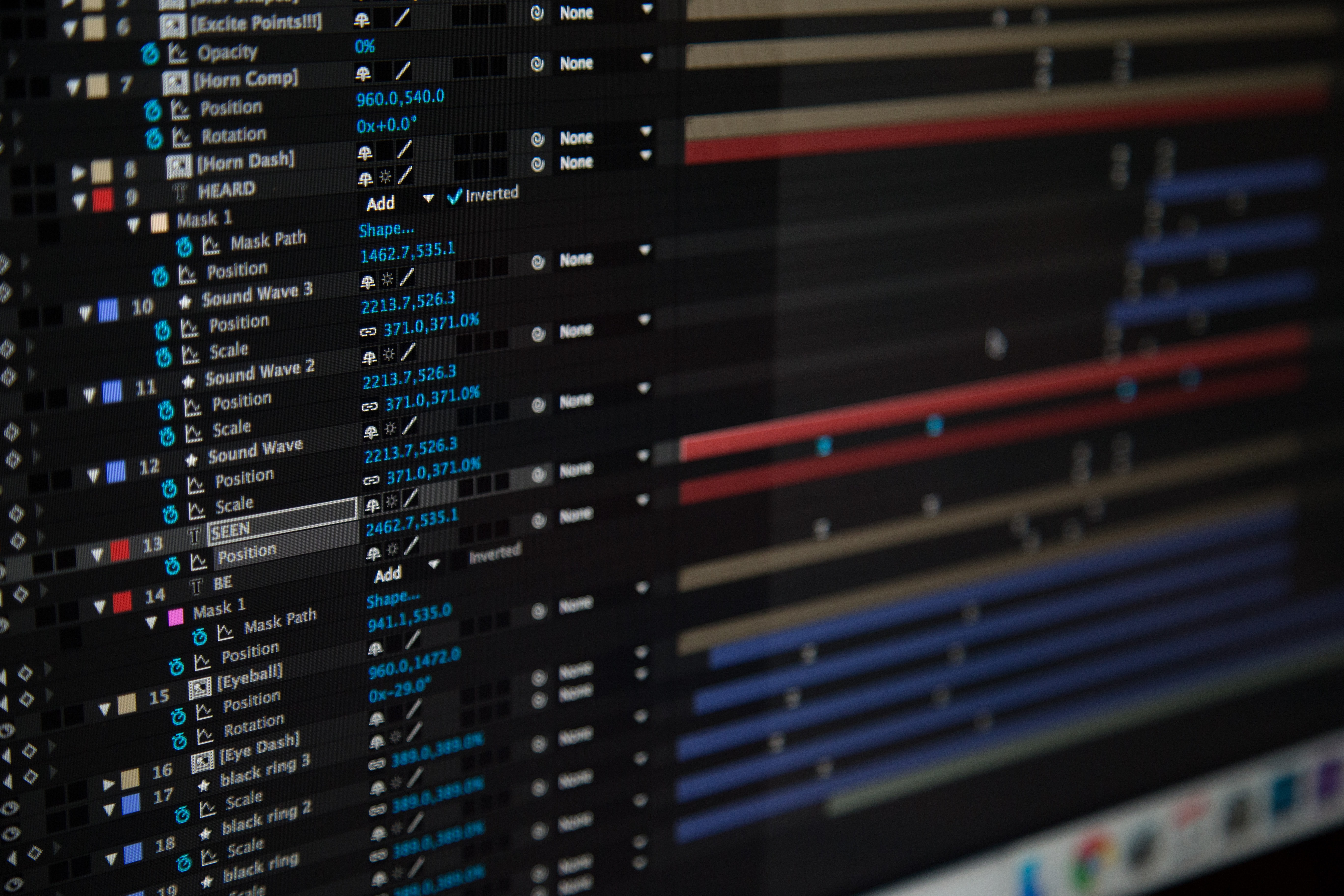
Logiciel de montage.

Le motion design, aussi appelé animation graphique, graphisme animé, conception du mouvement ou conception graphique animée, est une forme d'art visuel consistant à créer des œuvres animées ; il implique d'utiliser le mouvement comme principal outil graphique et artistique.
La discipline couvre l'ensemble des arts visuels intégrant la notion de mouvement. Il peut s'exprimer sur tous les supports animés comme les œuvres de fiction (cinéma et film d'animation), les émissions de télévision et autres œuvres audiovisuelles, l'art numérique dans le cadre d'expositions, de performances ou de spectacles vivants, la publicité et le film institutionnel, les interfaces graphiques de pages web, logiciels et systèmes d'exploitation, la réalité virtuelle et la réalité augmentée, le mapping ou encore le jeu vidéo. La pratique du motion design implique généralement plusieurs domaines de création comme l'écriture, la conception, la direction artistique, le tournage, la création et l'animation d'objets graphiques variés.
Les motion designers sont les artistes qui s'expriment via cette forme d'art. Ils sont le plus souvent indépendants, même si on assiste récemment à la création de nombreux studios spécialisés dans ce domaine.
De par sa nature, le motion design offre de vastes possibilités créatives. Le résultat peut être figuratif ou abstrait, réaliste ou stylisé. Il peut être constitué de contenus filmés (y compris en animation en volume et en animation de pâte à modeler), dessinés, peints, typographiques (typographie cinétique), d'éléments graphiques (formes, textures, couleurs, motifs) ou d'images de synthèse, le tout animé à la main ou à l'aide d'un ordinateur. Il peut-être pré-calculé puis diffusé sous forme de fichier vidéo ou bien généré en temps réel, auquel cas l'œuvre pourra alors être interactive (art interactif) et/ou partiellement aléatoire (art génératif). Le motion design peut proposer un contenu textuel, narratif, descriptif, symbolique, spirituel, philosophique, propagandiste, publicitaire, éducatif ou cinématographique.

## Histoire

### Prémices et naissance
Comme il n'y a pas de définition universelle du motion design, le commencement officiel de cette forme d'art est disputée. Il y a eu des présentations qui pourraient être classées comme du motion design aussi tôt qu'au XVIIIe siècle. Michael Betancourt (en) a écrit la première étude historique du motion design, établissant que ses fondations se trouvent dans la musique visuelle et les films abstraits des années 1920 de Walther Ruttmann, Hans Richter, Viking Eggeling et Oskar Fischinger.
Une des premières utilisation du terme « motion graphics » est attribuée à l'animateur américain John Whitney, qui a créé en 1960 une entreprise appelée Motion Graphics Inc.
Le graphiste américain Saul Bass est souvent considéré comme le pionnier du motion design, lorsqu'il a révolutionné l'identité visuelle au cinéma et les génériques de film avec une approche graphique basée sur le mouvement, conférant ainsi une dimension narrative et artistique à un support autrefois purement informatif et légal. Son œuvre inclut des génériques de films comme L'Homme au bras d'or (1955), Sueurs froides (1958) ou Psychose (1960).
Quelques années plus tard, un autre américain, Maurice Binder, (qui, lui aussi, a fait ses armes dans la publicité), devient une référence internationale dans la création de génériques de films. On le connaît surtout pour ses séquences d'ouverture des James Bond, créées en 1962 pour James Bond 007 contre Dr No.

### Depuis les années 2000
Avec l'Internet, l'amélioration des bandes passantes, l'explosion du numérique et la création d'agences spécialisées, de nouveaux métiers et de nouveaux outils ont vu le jour. Au milieu des années 2000, les principales agences de publicité françaises (TBWA, Publicis, EuroRSCG) ont reconnu l'intérêt des motion designers en montant des « pôles motion » pour répondre à la demande grandissante de créations d'animations (Flash) et de vidéos (YouTube, publicités...) à fortes contraintes (poids, ambitions, durée, format). Le motion designer est censé prendre en compte ces contraintes techniques pour trouver une solution adaptée.

## Controverse
N'ayant pas de définition universellement acceptée, l'éventail de disciplines couvertes par le motion design est parfois controversé. Certaines personnes résument le motion design seulement au graphisme animé (motion graphics), alors que d'autres sont en faveur d'un sens plus large qui englobe toutes les techniques animées, comme la prise de vue, le dessin animé, l'animation 3D, les effets spéciaux, le montage et la post-production.

## Domaines d'application
Les applications du motion design sont multiples et de plus en plus de milieux sont concernés au fil des évolutions techniques, :
- Art
- Animation
- Cinéma
- Télévision
- Publicité
- Internet
- Interfaces graphiques
- Jeu vidéo
- Réalité virtuelle
- Formation en ligne

## Techniques
Le motion design couvre un grand nombre de techniques et processus utilisés pour créer des œuvres animées :
- Écriture / Script
- Dessins de préparation (concept art, layout, storyboard)
- Animation 2D (dessin animé, motion graphics)
- Animation 3D (modélisation, texturing, lighting, animation)
- Ingénierie (chimie, physique, mécanique)
- Programmation (logiciel, interfaces, procédural)
- Prise de vues (cadrage, composition)
- Tournage (incluant stop-motion, slow motion, timelapse)
- Montage
- Étalonnage
- Effets spéciaux

## Illusion du mouvement
Le mouvement perçu dans le motion design est une illusion résultant uniquement de la perception humaine, qui interprète une succession d'images comme un flux. Le mouvement est alors une construction mentale du spectateur, comme l'explique Michael Betancourt, théoricien du cinéma et animateur : « À la différence du mouvement du monde réel qui est physiquement éminent, le mouvement que nous voyons dans les films et dans les autres techniques d'animation résulte entièrement de la perception humaine. Ce mouvement n'existe pas en dehors de notre perception. »

## Apprentissage et formation
Le motion design étant une discipline relativement jeune, les formations sont rares et la plupart des motion designers sont autodidactes et se sont formés en partageant leurs connaissances sur internet via des tutoriels. La démocratisation du métier tient beaucoup à ce partage de savoir, grâce aux tutoriels de motion designers influents comme Andrew Kramer (Videocopilot) ou Mattias Peresini (Mattrunks). À partir de 2010, plusieurs écoles ont intégré une formation au motion design à leur cursus. Il existe des studios de motion design
- L'École de design Nantes Atlantique
- MJM Graphics Design
- e-artsup
- Gobelins
- tuto.com
- LISAA
- ESMA (École supérieure des métiers artistiques)

## Dépendance technologique
Le motion design tel qu'il est pratiqué aujourd'hui dépend en grande partie des logiciels dédiés comme After Effects ou Cinéma 4D. De par sa nature, il requiert une grande puissance de calcul pour générer les milliers d'images qui formeront la vidéo finale. Malgré les gains de puissance exponentiels (loi de Moore), les ordinateurs actuels ne suffisent toujours pas pour travailler en temps réel, ce qui contraint les motion designers à attendre lors des temps de calcul. Il est à noter que ces gains de puissance ne réduisent pas toujours les temps de calcul, car les exigences s'accroissent en même temps que les avancées technologiques, comme l'arrivée de la HD ou du 4K qui ont chacune multiplié par quatre le nombre de pixels à calculer pour chaque image. Il existe donc une corrélation entre les avancées matérielles ou logicielles et l'évolution du motion design lui-même.

### Logiciels 2D
- Adobe After Effects
- Adobe Première Pro
- Adobe Flash, Adobe Animate
- Adobe Illustrator
- Adobe Photoshop
- Nuke
- Apple Motion

### Logiciels 3D
- Maxon Cinema 4D
- Autodesk 3ds Max
- Autodesk Maya
- Blender
- Houdini
- Adobe After Effects CS6 (supporte l'intégration 3D)
- Unreal Engine
- Realflow (en)

### Logiciels traitement temps réel
- Millumin
- Quartz composer
- PureData
- Modul8
- Resolume
- Processing
- TouchDesigner
- Orad